# Dan Shechtman
Dan Shechtman (tiếng Hebrew: דן שכטמן) (sinh 24 tháng 1 năm 1941 tại Tel Aviv) là nhà vật lý người Israel đã đoạt Giải Nobel Hóa học năm 2011.

## Sự nghiệp
Ông đậu bằng cử nhân khoa học ngành Khoa học kỹ thuật cơ học (Mechanical Engineering) năm 1966, bằng thạc sĩ "Khoa học kỹ thuật cơ học" năm 1968 và bằng tiến sĩ "Khoa học kỹ thuật cơ học" tại học viện Technion năm 1972. Shechtman sang làm nghiên cứu sinh sau tiến sĩ ở Hội đồng Nghiên cứu quốc gia Hoa Kỳ (United States National Research Council) làm việc ở "Các phòng thí nghiệm vũ trụ không gian" (Aerospace Research Laboratories) ở Căn cứ không quân Wright Patterson, tiểu bang Ohio, nơi ông nghiên cứu 3 năm về vi cấu trúc (microstructure) và luyện kim vật lý của titanium aluminides. Năm 1975 ông gia nhập Phân ban Khoa học Kỹ thuật của Technion. Từ năm 1981-1983 ông nghỉ phép sang làm việc ở Đại học Johns Hopkins, nơi ông nghiên cứu nhanh các hợp kim chuyển tiếp kim loại nhôm rắn lại. Trong việc nghiên cứu này, ông đã phát hiện"pha 20 mặt" (Icosahedral Phase), mở ra lãnh vực mới của các giả tinh thể. Từ năm 1992-1994 ông nghỉ phép, sang làm việc ở Viện Tiêu chuẩn và Công nghệ quốc gia Hoa Kỳ, nơi ông nghiên cứu hiệu ứng của độ hụt cấu trúc của kim cương CVD về sự tăng trưởng và các đặc tính của nó.
Shechtman đã trải qua nhiều năm bị chế giễu, thậm chí bị khai trừ khỏi nhóm nghiên cứu vì việc giải thích cấu trúc không định kỳ (non-periodic) của ông (nhà khoa học đoạt giải Nobel hai lần Linus Pauling đã từng nói ông đang "nói bậy" và "Chẳng có cái gì là tinh thể giả, chỉ có nhà khoa học giả thôi".) trước khi các người khác bắt đầu xác nhận và công nhận chất giả tinh thể.

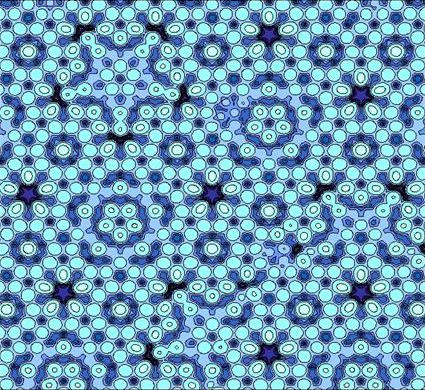
Công trình đoạt giải Nobel của Shechtman là lãnh vực giả tinh thể, sắp xếp các vật liệu tinh thể thiếu những cấu trúc lặp đi lặp lại, chẳng hạn như hợp kim Al-Pd-Mn này.

Nhờ phát hiện của Shechtman, một số nhóm khác đã có thể tạo ra các giả tinh thể tương tự, (bằng) việc tìm kiếm những vật liệu có nhiệt thấp và có suất dẫn điện đồng thời có tính ổn định cấu trúc cao. Các giả tinh thể cũng được tìm thấy cách tự nhiên. Các vật liệu giả tinh thể có thể được sử dụng trong rất nhiều ứng dụng, trong đó có việc tạo thành thép bền sử dụng cho thiết bị tinh vi, và dùng làm vật liệu cách ly không thấm lọt cho dây điện cùng thiết bị nấu ăn.
Ông là giáo sư Khoa học Vật liệu tại Technion (Học viện Công nghệ Israel), là phụ tá nghiên cứu tại Phòng thí nghiệm Ames của Bộ Năng lượng Hoa Kỳ, và giáo sư Khoa học Vật liệu tại Đại học bang Iowa. Ngày 8.4.1982, khi nghiên cứu ở Phòng Tiêu chuẩn quốc gia Hoa Kỳ ở Washington, D.C., Shechtman đã phát hiện pha 20 mặt (icosahedral phase), mở ra lãnh vực mới của giả tinh thể (quasicrystal). Hiện nay làm việc bán-thời gian ở Ames khoảng 5 tháng mỗi năm.
Ông được trao Giải Nobel Hóa học năm 2011 cho "công trình phát hiện giả tinh thể".
Việc nghiên cứu ở Technion của giáo sư Shechtman được thực hiện ở Trung tâm Louis Edelstein, và ở Trung tâm Wolfson do ông lãnh đạo. Ông phục vụ trong nhiều Ủy ban của Ban giám đốc đại học Technion và lãnh đạo một Ủy ban trong số đó.

## Gia đình
Dan Shechtman kết hôn với giáo sư Tzipora Shechtman, Trưởng ban Khuyên nhủ và Phát triển con người ở Đại học Haifa, và là tác giả của 2 quyển sách về liệu pháp tâm lý. Họ có một con trai: Yoav Shechtman (sinh viên tiến sĩ Khoa học Vật liệu) và ba con gái: Tamar Finkelstein, Ella Shechtman-Cory (tiến sĩ khoa Tâm lý lâm sàng) và Ruth Dougoud-Nevo (cũng tiến sĩ khoa Tâm lý lâm sàng).

## Giải thưởng
- Giải Nobel Hóa học cho "công trình phát hiện giả tinh thể" (2011).[11]
- Giải Wolf Vật lý (1999).[16]
- Giải Israel về Vật lý (1998).[17]
- 2008 European Materials Research Society (E-MRS) 25th Anniversary Award (Giải Kỷ niệm lần thứ 25 Hội Nghiên cứu Vật liệu châu Âu)
- 2002 EMET Prize về Hóa học
- 2000 Giải Muriel & David Jacknow Technion cho việc Giảng dạy xuất sắc
- 2000 Giải Gregori Aminoff của Viện hàn lâm Khoa học hoàng gia Thụy Điển.
- 1993 Giải Khoa học Weizmann
- 1990 Giải Khoa học kỹ thuật Rothschild
- 1988 New England Academic Award of the Technion
- 1988 Giải Quốc tế cho Vật liệu mới của Hội Vật lý Hoa Kỳ
- 1986 Giải Vật lý của Quỹ Friedenberg cho Thăng tiến khoa học và Giáo dục

## Một số tác phẩm
- D. Shechtman, "Twin Determined Growth of Diamond Wafers", Materials Science and Engineering A184 (1994) 113.
- D. Shechtman, D. van Heerden and D. Josell, "fcc Titanium in Ti-Al Multilayers", Materials Letters 20 (1994) 329.
- D. van Heerden, E. Zolotoyabko and D. Shechtman, "Microstructural and Structural Characterization of Electrodeposited Cu/Ni multilayers", Materials Letters (1994).
- I. Goldfarb, E. Zolotoyabko, A. Berner and D.Shechtman, "Novel Specimen Preparation Technique for the Study of Multi Component Phase Diagrams", Materials Letters 21 (1994) 149-154.
- D. Josell, D. Shechtman and D. van Heerden, "fcc Titanium in Ti/Ni Multilayers", Materials Letters 22 (1995) 275-279.